# The Reef (2010)
The Reef (Brasil: Perigo em Alto-Mar / Portugal: The Reef: Perigo em Alto-Mar) é um filme australiano do gênero terror, dirigido por Andrew Traucki em 2010.